# Aliança Democràtica M-19

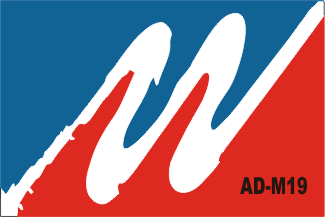
Bandera de l'Aliança Democràtica M-19

Aliança Democràtica M-19 és un partit polític de Colòmbia, successor del grup guerriller M-19. L'M-19 va néixer com braç armat de l'Aliança Nacional Popular (ANAPO) del general Gustavo Rojas Pinilla, de tendència populista nacionalista. Fou fundat el 1974 per Jaime Bateman, exmilitant de les FARC i Carlos Toledo Plata representant de la branca socialista de l'ANAPO, i altres.
L'M-19 va quedar molt debilitat entre 1985 i 1989 quan va perdre la majoria dels seus dirigents, que llavors negociaciaven amb el govern. El 1990 es va desmobilitzar i es va convertir en un partit polític, l'Aliança Democràtica M-19. El dirigent principal del M-19 i candidat a la presidència, Carlos Pizarro Leongómez, va ser assassinat per sicaris poc després de la seva integració a la vida legal (1990) perquè els partits del govern temien la seva popularitat. No obstant això el seu successor, Leonardo Navarro Wolf, mantingué l'opció política. En les primeres eleccions el mateix any va tenir uns 10% dels vots, i va ser el principal partit opositor del país. Va exercir una gran influència en la redacció d'una nova constitució, però després va decaure.
La bandera de l'ANAPO, amb les sigles del grup militar, fou adoptada (i convertida en popular a través d'accions terroristes espectaculars) per l'organització.
Com a partit legal utilitza una bandera amb els mateixos colors, amb la franja central blanca formant una M estilitzada.